# کارلوس بولادو
کارلوس بولادو مونوز (به انگلیسی: Carlos Bolado Muñoz) (زاده ۱۹۶۴ در وراکروز مکزیک) یک فیلمساز مکزیکی است.

## گزیده آثار کارگردانی
- قول‌ها (۲۰۰۱)
- فقط خدا می‌دونه (۲۰۰۶)
- فراموش شده (فیلم ۲۰۱۳)
- سه احمق (فیلم ۲۰۱۷)